# Bryan Rabello
Bryan Martín Rabello Mella (Rancagua, 16 maggio 1994) è un calciatore cileno, centrocampista dell'O'Higgins.

## Caratteristiche tecniche
Brayan Rabello è un centrocampista offensivo che per le sue spiccate abilità nel dribbling viene paragonato a Matías Fernández.

## Carriera

### Club
Cresciuto calcisticamente nel Colo Colo, ha esordito nell'ottobre del 2009 a 15 anni.

### Nazionale
Punto fisso della rappresentativa Under-17, viene convocato per il campionato sudamericano di categoria del 2011.

## Palmarès

### Individuale
- Campionato sudamericano di calcio Under-20 Top 11: 1

Argentina 2013